# 一ツ山幹雄
一ツ山 幹雄（ひとつやま みきお、1952年9月26日 - ）は、静岡県富士市出身のレーサー。血液型A型。兄は一ツ山康。レーシングチーム一ツ山レーシングのオーナーであり自らステアリングを握る。

## 来歴
若い頃から地元の富士スピードウェイを中心にレースに参戦しており、星野一義らとも顔見知りであった。しかし、本業（運送、倉庫業）に専念するためレースの世界から手を引く。
その後、20年近く経った1990年代初めからBMW・M3で全日本ツーリングカー選手権(JTC)に復帰。プロをメインドライバーに迎え入れ兄・一ツ山康と交代で参戦。何度も表彰台に登る。
1994年からはJTCに代わり開催されることとなった全日本ツーリングカー選手権(JTCC)にBMW・318iを投入。基本的には兄の康と交代で参戦。だが地元・富士スピードウェイで開催されたインターTECには兄の康とプライベーターながら2カー体制で参戦したことなどもあった。
1996年途中からはJTCCに加え、全日本GT選手権(JGTC) GT300クラスにも参戦を開始。こちらにもBMW3シリーズの2ドアクーペを投入。最終戦では3位表彰台を獲得している。
JTCCのシリーズ衰退を受け、1998年からはJGTCに専念。加藤寛規を迎え入れ、安定した速さを披露、GT300クラスシリーズ4位を獲得。
翌99年には加藤寛規に代わり伊藤大輔とコンビを組む。このシーズンはマシンの信頼性に苦しみ低迷した。さらにもてぎラウンドでは金曜のフリー走行中にマシントラブルからクラッシュ横転。マシンは全損となってしまった。
同年11月に行われた富士ル・マン1000kmには、マクラーレン・F1 GTRを投入。飯田章と兄の康と3人で参戦したが、マシントラブルによりリタイヤに終わる。
2000年からはこのマクラーレン・F1 GTRでJGTCのGT500クラスに参戦。中谷明彦とコンビを組む。
2002〜2003年はGT500クラスのマクラーレンはプロドライバーに任せ、GT300クラスにBMW・M3を投入して参戦するも苦戦し、シーズン途中で参戦を取りやめてしまった。
2004〜2005年にはGT500クラスに新たにフェラーリ・550マラネロを投入し、監督に。
2005年リニューアルオープンした富士スピードウェイを走りたいとの本人の意向で、マクラーレン・F1 GTRを復活させ、第6戦のみ田嶋栄一とコンビを組みスポット参戦。プロ以外のドライバーが自らの楽しみとしてGT500クラスに参戦したのはこれが最後とも言える。
2006年には、戦いの場をSUPER GT(旧JGTC)から新生全日本スポーツカー耐久選手権(JLMC)に移し、ザイテック・05Sとフェラーリ・550マラネロで参戦。森脇基康と共に監督を務める。
2007年にはザイテックとフェラーリに加え、ポルシェ・911(997GT3RSR)も投入し、3台体制で参戦。JLMCでは欠かせないチームである。
最終戦岡山では久々にドライバーとして飯田章・藤井誠暢と共にフェラーリ・550マラネロのステアリングを握り参戦。順調にタイムを刻み、クラス優勝を遂げた。
だが2007年限りでJLMCが終了してしまったため、一時的に活動の場を失ってしまうが、2009年から再びSUPER GTにアストンマーティン・DBR9で一ツ山レーシングとして再びエントリーしている。詳細は一ツ山康を参照。

## レース戦績

### 全日本GT選手権/SUPER GT
| 年     | チーム             | 使用車両             | クラス | 1       | 2   | 3      | 4     | 5      | 6      | 7       | 8   | 順位 | ポイント |
| ------ | ------------------ | -------------------- | ------ | ------- | --- | ------ | ----- | ------ | ------ | ------- | --- | ---- | -------- |
| 1996年 | HITOTSUYAMA RACING | BMW・M3              | GT300  | SUZ     | FSW | SEN 6  | MIN   | SUG    | MIN 3  |         |     | 12位 | 18       |
| 1997年 | HITOTSUYAMA RACING | BMW・M3              | GT300  | SUZ     | FSW | SEN 10 | FSW   | MIN    | SUG    |         |     | 31位 | 1        |
| 1998年 | HITOTSUYAMA RACING | BMW・M3              | GT300  | SUZ     | FSW | SEN 5  | FSW   | TRM 5  | MIN 5  | SUG     |     | 12位 | 24       |
| 1999年 | HITOTSUYAMA RACING | BMW・M3              | GT300  | SUZ     | FSW | SUG    | MIN 9 | FSW    | TAI 14 | TRM DNR |     | 34位 | 2        |
| 2000年 | HITOTSUYAMA RACING | マクラーレン・F1GTR  | GT500  | TRM 14  | FSW | SUG    | FSW   | TAI 17 | MIN 10 | SUZ     |     | 23位 | 1        |
| 2001年 | HITOTSUYAMA RACING | マクラーレン・F1GTR  | GT500  | TAI     | FSW | SUG    | FSW   | TRM    | SUZ    | MIN 11  |     | NC   | 0        |
| 2002年 | HITOTSUYAMA RACING | BMW・M3              | GT300  | TAI 16  | FSW | SUG    | SEP   | FSW    | TRM    | MIN Ret | SUZ | NC   | 0        |
| 2003年 | HITOTSUYAMA RACING | BMW・M3              | GT300  | TAI Ret | FSW | SUG    | FSW   | FSW    | TRM    | AUT     | SUZ | NC   | 0        |
| 2005年 | HITOTSUYAMA RACING | マクラーレン・F1-GTR | GT500  | OKA     | FSW | SEP    | SUG   | TRM    | FSW 17 | AUT     | SUZ | NC   | 0        |

### 全日本ツーリングカー選手権
| 年     | チーム           | 使用車両 | クラス | 1       | 2       | 3       | 4     | 5     | 6     | 7     | 8     | 9     | 順位 | ポイント |
| ------ | ---------------- | -------- | ------ | ------- | ------- | ------- | ----- | ----- | ----- | ----- | ----- | ----- | ---- | -------- |
| 1990年 | 一ツ山レーシング | BMW・M3  | JTC-2  | NIS     | SUG Ret | SUZ     | TSU   | SEN 6 | FSW 3 |       |       |       |      |          |
| 1991年 | 一ツ山レーシング | BMW・M3  | JTC-2  | SUG 6   | SUZ     | TSU     | SEN 2 | AUT 3 | FSW 3 |       |       |       |      |          |
| 1992年 | 一ツ山レーシング | BMW・M3  | JTC-2  | AID 2   | AUT     | SUG Ret | SUZ   | MIN 4 | TSU   | SEN 3 | FSW   |       |      |          |
| 1993年 | 一ツ山レーシング | BMW・M3  | JTC-2  | MIN Ret | AUT     | SUG 6   | SUZ   | AID 4 | TSU   | TOK   | SEN 5 | FSW 6 |      |          |